# NGC 5296
NGC 5296 ist eine linsenförmige Galaxie vom Hubble-Typ S0-a im Sternbild Jagdhunde. Sie steht in gravitationeller Wechselwirkung mit NGC 5297 ist schätzungsweise 105 Millionen Lichtjahre von der Milchstraße entfernt.
Das Objekt wurde am 3. Mai 1850 von George Johnstone Stoney entdeckt, während er als Assistenzprofessor am Observatorium von William Parsons dessen Teleskop Leviathan benutzte.